# FC 아메리 트빌리시
FC 아메리 트빌리시(FC Ameri Tbilisi)는 트빌리시를 연고로 하는 조지아의 축구 클럽이다.

## 성적
- 우마글레시리가 3위 1회 (2007)
- 조지아 컵 우승 2회 (2006, 2007), 준우승 1회 (2008)
- 조지아 슈퍼컵 우승 2회 (2006, 2007)
- 피르벨리리가 우승 2회 (2005, 2009)